# Ultrabook
Een Ultrabook is een krachtige netbook. Net als een netbook is een Ultrabook extra dun en licht van gewicht vergeleken met een gewone laptop. Een ultrabook heeft een aantal specifieke kenmerken zoals het snel uit stand-by komen van het systeem binnen enkele seconden, een lange gebruiksduur van de batterij, slankere vormgeving en zichtbaar betere prestaties dan een reguliere netbook.

## Minimum specificaties
Intel schrijft een reeks minimumspecificaties voor waaraan een intel-gebaseerde laptop moet voldoen om de titel "Ultrabook" te mogen dragen.
| Ultrabook specificaties           | Ultrabook specificaties                                                                                 | Ultrabook specificaties                                                                                                | Ultrabook specificaties                                                                    |
| Platform                          | Huron River                                                                                             | Chief River | Shark Bay                                                                                  |
| --------------------------------- | --- | --- | ------------------------------------------------------------------------------------------ |
| Uitgavedatum                      | Oktober 2011                                                                                            | Juni 2012 | Juni 2013                                                                                  |
| Processor                         | Sandy Bridge microarchitectuur Intel Core-modellen CULV (17 W TDP)                                      | Ivy Bridge microarchitectuur Intel Core-modellen CULV (17 W TDP)                                                       | Haswell microarchitectuur SoC (15 W TDP)                                                   |
| Dikte (maximum)                   | 18 mm voor 13,3-inch en kleinere schermen 21 mm voor 14,0-inch en grotere schermen                      | 18 mm voor 13,3-inch en kleinere schermen 21 mm for 14,0-inch en grotere schermen 23 mm voor hybride ultrabook/tablets | 23 mm                                                                                      |
| Batterijduur (minimum)            | 5 uur                                                                                                   | 5 uur | 6 uur (HD-video afspelen) 9 uur (Windows 8 in rust)                                        |
| Ontwaken uit slaapstand (maximum) | 7 seconden                                                                                              | 7 seconden | 3 seconden                                                                                 |
| Opslag                            | geen specifieke specificaties                                                                           | 80 MB/s overdrachtssnelheid (minimum) 16 GB capacititeit (minimum)                                                     | 80 MB/s overdrachtssnelheid (minimum)                                                      |
| I/O-poorten                       | geen specifieke specificaties                                                                           | USB 3.0 | Intel Wireless Display touchscreen voice command sensors/context aware (convertibles only) |
| Software etcetera                 | Intel Management Engine 7.1 (of hoger) Intel Anti-Theft Technology Intel Identity Protection Technology | Intel Management Engine 8.0 (of hoger) Intel Anti-Theft Technology Intel Identity Protection Technology                | Anti-virus, anti-malware Intel Anti-Theft Technology Intel Identity Protection Technology  |